# Sudoeste/Octogonal
Sudoeste/Octogonal è una regione amministrativa del Distretto Federale brasiliano.